# SN 2002ku
SN 2002ku – supernowa odkryta 3 listopada 2002 roku w galaktyce A021742-0506. W momencie odkrycia miała maksymalną jasność 24,80m.